# Hua jezici
Hua jezici, jedna od dviju jezičnih podskupina koja uz ǃKwi jezike čini širu južnu skupinu južnoafričkih kojsanskih jezika. 
Sastoji se od svega (2) predstavnika: ǂHua ili |Hua [huc] (Bocvana) s 200 govornika (2004 R. Cook); jezik ǃXóõ ili Ngǀamani [nmn], 4.000 u Bocvani i 200 u Namibiji.

## Vanjske poveznice
- Ethnologue (14th)
- Ethnologue (15th)